# Чемпіонат Угорщини з хокею
Чемпіонат Угорщини з хокею (угор. Magyar jégkorongbajnokság) — щорічні хокейні змагання в Угорщині, які проводяться з 1937 року під егідою Угорської хокейної федерації. У чемпіонаті беруть участь сім клубів.

## Історія
Перший чемпіонат Угорщини провели у сезоні 1936–37 років.
Формат змагань був різним так у 1970-х роках у турнірі брали участь до 7–8 клубів, які грали між собою по вісім матчів.
У 2008 році заснована МОЛ ліга в якій беруть участь як угорські так і румунські клуби. Матчі в лізі співпадали з іграми національного чемпіонату. Один з найсильніших клубів Фегервар АВ19 з того ж сезону виступає в Австрійській хокейній лізі. Саме з цим клубом три найкращі команди і розігрували звання чемпіона Угорщини в плей-оф.
У сезоні 2024–25 років сім угорських команд змагалися за звання чемпіона Угорщини. Вдруге в історії цей титул здобув столичний клуб МАК Будапешт.

## Чемпіони Угорщини
- 1936–37: БКЕ (Будапешт)
- 1937–38: БКЕ (Будапешт)
- 1938–39: БКЕ (Будапешт)
- 1939–40: БКЕ (Будапешт)
- 1940–41: БВТЕ (Будапешт)
- 1941–42: БКЕ (Будапешт)
- 1942–43: БВТЕ (Будапешт)
- 1943–44: БКЕ (Будапешт)
- 1944–45: не проводився
- 1945–46: БКЕ (Будапешт)
- 1946–47: МТК (Будапешт)
- 1947–48: МТК (Будапешт)
- 1948–49: МТК (Будапешт)
- 1949–50: БВМ (Будапешт)
- 1950–51: «Кініжі» (Будапешт)
- 1951–52: БВМ (Будапешт)
- 1952–53: Пошташ (Будапешт)
- 1953–54: Пошташ (Будапешт)
- 1954–55: «Кініжі» (Будапешт)
- 1955–56: «Кініжі» (Будапешт)
- 1956–57: БВМ (Будапешт)
- 1957–58: Уйпешт Дожа (Будапешт)
- 1958–59: БВМ (Будапешт)
- 1959–60: Уйпешт Дожа (Будапешт)
- 1960–61: Ференцварош
- 1961–62: Ференцварош
- 1962–63: БВМ (Будапешт)
- 1963–64: Ференцварош
- 1964–65: Уйпешт Дожа (Будапешт)
- 1965–66: Уйпешт Дожа (Будапешт)
- 1966–67: Ференцварош
- 1967–68: Уйпешт Дожа (Будапешт)
- 1968–69: Уйпешт Дожа (Будапешт)
- 1969–70: Уйпешт Дожа (Будапешт)
- 1970–71: Ференцварош
- 1971–72: Ференцварош
- 1972–73: Ференцварош
- 1973–74: Ференцварош
- 1974–75: Ференцварош
- 1975–76: Ференцварош
- 1976–77: Ференцварош
- 1977–78: Ференцварош
- 1978–79: Ференцварош
- 1979–80: Ференцварош
- 1980–81: Секешфегервар Волан СК
- 1981–82: Уйпешт Дожа (Будапешт)
- 1982–83: Уйпешт Дожа (Будапешт)
- 1983–84: Ференцварош
- 1984–85: Уйпешт Дожа (Будапешт)
- 1985–86: Уйпешт Дожа (Будапешт)
- 1986–87: Уйпешт Дожа (Будапешт)
- 1987–88: Уйпешт Дожа (Будапешт)
- 1988–89: Ференцварош
- 1989–90: Лехел
- 1990–91: Ференцварош
- 1991–92: Ференцварош
- 1992–93: Ференцварош
- 1993–94: Ференцварош
- 1994–95: Ференцварош
- 1995–96: Дунафер
- 1996–97: Ференцварош
- 1997–98: Дунафер
- 1998–99: Альба Волан-Ріцеланд
- 1999–00: Дунафер
- 2000–01: Альба Волан-ФеВіта
- 2001–02: Дунафер
- 2002–03: Альба Волан-ФеВіта
- 2003–04: Альба Волан-ФеВіта
- 2004–05: Альба Волан-ФеВіта
- 2005–06: Альба Волан-ФеВіта
- 2006–07: Альба Волан-ФеВіта
- 2007–08: Альба Волан
- 2008–09: Альба Волан
- 2009–10: Сапа Фегервар АВ19
- 2010–11: Сапа Фегервар АВ19
- 2011–12: Сапа Фегервар АВ19
- 2012–13: Дунайвароші Ацельбікак
- 2013–14: Дунайвароші Ацельбікак
- 2014–15: Мішкольц
- 2015–16: Мішкольц
- 2016–17: Мішкольц
- 2017–18: МАК Будапешт
- 2018–19: Ференцварош
- 2019–20: Ференцварош
- 2020–21: Ференцварош
- 2021–22: Ференцварош
- 2022–23: Ференцварош
- 2023–24: Ференцварош
- 2024–25: Академія Будапешт

## Клуби та титули
| Клуб                   | Титули | Сезони |
| ---------------------- | ------ | --- |
| Ференцварош            | 31     | 1951, 1955, 1956, 1961, 1962, 1964, 1967, 1971, 1972, 1973, 1974, 1975, 1976, 1977, 1978, 1979, 1980, 1984, 1989, 1991, 1992, 1993, 1994, 1995, 1997, 2019, 2020, 2021, 2022, 2023, 2024 |
| Уйпешт Дожа (Будапешт) | 13     | 1958, 1960, 1965, 1966, 1968, 1969, 1970, 1982, 1983, 1985, 1986, 1987, 1988 |
| Фегервар АВ19          | 13     | 1981, 1999, 2001, 2003, 2004, 2005, 2006, 2007, 2008, 2009, 2010, 2011, 2012 |
| БКЕ (Будапешт)         | 7      | 1937, 1938, 1939, 1940, 1942, 1944, 1946 |
| Дунайвароші Ацельбікак | 6      | 1996, 1998, 2000, 2002, 2013, 2014 |
| БКЕ (Будапешт)         | 5      | 1950, 1952, 1957, 1959, 1963 |
| МТК (Будапешт)         | 3      | 1947, 1948, 1949 |
| Мішкольц               | 3      | 2015, 2016, 2017 |
| БВТЕ (Будапешт)        | 2      | 1941, 1943 |
| Пошташ (Будапешт)      | 2      | 1953, 1954 |
| Академія Будапешт      | 1      | 2018, 2025 |
| Лехел                  | 1      | 1990 |